# Łukasz Piątek
Pour les articles homonymes, voir Piatek.
Łukasz Piątek, né le 21 septembre 1985 à Varsovie, est un footballeur polonais. Il est milieu de terrain au Bruk-Bet Termalica Nieciecza.